# Травматический шок
Травматический шок — тяжёлое, угрожающее жизни больного, патологическое состояние, возникающее при тяжёлых травмах, таких как переломы костей таза, тяжёлые огнестрельные ранения, черепно-мозговая травма, травма живота с повреждением внутренних органов, операциях, большой потере крови. По патогенезу травматический шок соответствует гиповолемическому. Основные факторы, вызывающие данный вид шока, — сильное болевое раздражение, шоковая бессонница и потеря больших объёмов крови.

## Причины и механизмы развития травматического шока
Распространено бытовое выражение «болевой шок», «смерть от болевого шока». Истинной причиной развития травматического шока является быстрая потеря большого объёма крови или плазмы. Причём эта потеря не обязана быть в виде явного (наружного) или скрытого (внутреннего) кровотечения — шоковое состояние может вызывать и массивная экссудация плазмы через обожжённую поверхность кожи при ожогах.
Важное значение для развития травматического шока имеет не столько абсолютная величина кровопотери, сколько скорость кровопотери. При быстрой кровопотере организм имеет меньше времени приспособиться и адаптироваться, и развитие шока более вероятно. Поэтому шок более вероятен при ранении крупных артерий, например, бедренной.
Сильная боль, а также нервно-психический стресс, связанный с травмой, несомненно играют роль в развитии шокового состояния (хотя и не являются его главной причиной) и усугубляют тяжесть шока.
Факторами, приводящими к развитию травматического шока или усугубляющими его, являются также травмы с повреждением особо чувствительных зон (промежность, шея) и жизненно важных органов (например, ранение в грудную клетку, переломы рёбер с нарушением функции внешнего дыхания, черепно-мозговая травма). В подобных случаях тяжесть шока определяется величиной кровопотери, интенсивностью болевого синдрома, характером травмы и степенью сохранности функции жизненно важных органов.
Быстрая и массивная крово- или плазмопотеря приводят к резкому уменьшению объёма циркулирующей крови в организме пострадавшего.
В результате у пострадавшего быстро и сильно падает артериальное давление, ухудшается снабжение тканей кислородом и питательными веществами, развивается тканевая гипоксия. Из-за недополучения тканями кислорода в них накапливаются токсичные недоокисленные продукты обмена веществ, развивается метаболический ацидоз, нарастает интоксикация. Недополучение тканями глюкозы и других питательных веществ приводит к их переходу на «самообеспечение» — усиливается липолиз (распад жиров) и белковый катаболизм.
Организм, пытаясь справиться с кровопотерей и стабилизировать артериальное давление, реагирует выбросом в кровь различных сосудосуживающих веществ (в частности, адреналин, норадреналин, дофамин, кортизол) и спазмом периферических сосудов. Это может временно стабилизировать артериальное давление на относительно «приемлемом» уровне, но одновременно ещё больше ухудшает ситуацию со снабжением периферических тканей кислородом и питательными веществами. Соответственно ещё больше усиливаются метаболический ацидоз, интоксикация недоокисленными продуктами обмена веществ, катаболические процессы в тканях. Происходит централизация кровообращения — в первую очередь кровоснабжаются головной мозг, сердце, лёгкие, в то время как кожа, мышцы, органы брюшной полости недополучают крови. Недополучение крови почками приводит к снижению клубочковой фильтрации мочи и ухудшению выделительной функции почек, вплоть до полной анурии (отсутствия мочи).
Спазм периферических сосудов и повышение свёртываемости крови как реакция на кровотечение способствуют закупорке мелких спазмированных сосудов (прежде всего капилляров) крошечными тромбами — сгустками крови. Развивается так называемый «ДВС-синдром» — синдром диссеминированного внутрисосудистого свёртывания. Закупорка мелких сосудов ещё больше усиливает проблемы с кровоснабжением периферических тканей и, в частности, почек. Это приводит к дальнейшему нарастанию метаболического ацидоза и интоксикации. Может развиться так называемая «коагулопатия потребления» — нарушение свёртываемости крови вследствие массивного потребления свёртывающих агентов в процессе распространённого внутрисосудистого свёртывания. При этом может развиться патологическая кровоточивость или возобновиться кровотечение из места травмы, и произойти дальнейшее усугубление шока.
Снижение кровоснабжения надпочечников и их функции на фоне повышения потребности «шоковых» тканей в глюкокортикоидах приводит к парадоксальной ситуации. Несмотря на высокий уровень кортизола в крови (выброс!), наблюдается относительная надпочечниковая недостаточность. Объясняется это тем, что «выброшено» меньше, чем нужно тканям, а плохо кровоснабжаемые надпочечники физически не способны выдать больше кортизола.
Попытки организма справиться с болью путём увеличения секреции эндорфинов (эндогенных аналогов опиатов) приводят к дальнейшему падению артериального давления, развитию заторможенности, вялости, анергии. Реакцией на снижение артериального давления и на высокий уровень катехоламинов в крови является тахикардия (учащённое сердцебиение). При этом из-за недостаточности объёма циркулирующей крови одновременно уменьшен сердечный выброс (ударный объём сердца) и имеется слабое наполнение пульса (вплоть до нитевидного или неопределяемого пульса на периферических артериях).
Исходом тяжёлого шока без лечения обычно бывает агония и смерть. В случае сравнительно нетяжёлого или средней тяжести шока в принципе возможно самовосстановление (на какой-то стадии дальнейшая раскрутка шока может приостановиться, а в дальнейшем состояние стабилизируется, организм адаптируется и начнётся восстановление). Но на это нельзя полагаться, так как развитие шокового состояния любой степени само по себе свидетельствует о срыве адаптации, о том, что тяжесть травмы превысила компенсаторные возможности организма.
Шок может быть первичный (ранний), который возникает после травмы и является реакцией на неё. Вторичный (поздний) шок возникает спустя 4-24 часа после травмы и даже позже, нередко в результате дополнительной травматизации пострадавшего (при транспортировке, охлаждении, возобновившемся кровотечении, перетяжке конечности жгутом, от грубых манипуляций при оказании медицинской помощи и др.). Частой разновидностью вторичного шока является послеоперационный шок у раненых. Под влиянием дополнительной травматизации возможны также рецидивы шока у пострадавших, обычно в течение 24-36 часов. Нередко шок развивается после снятия жгута с конечности.

## Симптомы шока
Травматический шок обычно проходит в своём развитии две фазы, так называемую «эректильную» фазу шока и «торпидную» фазу. У больных с низкими компенсаторными возможностями организма эректильная фаза шока может отсутствовать или быть очень короткой (измеряться минутами) и шок начинает развиваться сразу с торпидной фазы, например при очень тяжёлой травме или ранении (травматические отрывы и размозжение конечностей на уровне бедра, проникающие ранения брюшной и грудной полости с ранением внутренних органов, тяжёлая черепно-мозговая травма), сопровождающихся кровопотерей и размозжением мягких тканей. Такие повреждения обычно приводят к шоку крайней тяжести. В этом случае человек сразу же теряет сознание из-за чрезмерно сильного болевого сигнала, с которым мозг просто не в состоянии справиться и как бы «выключается».

### Эректильная фаза шока
Пострадавший на начальном этапе ощущает боль и сигнализирует о ней доступными ему средствами: криком, стоном, словами, мимикой, жестами. В первой, эректильной, фазе шока больной возбуждён, испуган, тревожен. Часто бывает агрессивен. Сопротивляется обследованию, попыткам лечения. Он может метаться, кричать от боли, стонать, плакать, жаловаться на боль, просить или требовать анальгетики, наркотики.
В этой фазе компенсаторные возможности организма ещё не исчерпаны, и артериальное давление часто бывает даже повышено по сравнению с нормой (как реакция на боль и стресс). Одновременно отмечается спазм сосудов кожи — бледность, усиливающаяся по мере продолжения кровотечения и/или прогрессирования шока. Наблюдается учащённое сердцебиение (тахикардия), учащённое дыхание (тахипноэ), страх смерти, холодный липкий пот (такой пот, как правило, не имеет запаха), тремор (дрожание) или мелкие подёргивания мышц. Зрачки расширены (реакция на боль), глаза блестят. Взгляд беспокойный, ни на чём не останавливается. Температура тела может быть слегка повышена (37-38 С) даже в отсутствие признаков инфицирования раны — просто как результат стресса, выброса катехоламинов и повышенного основного обмена. Пульс сохраняет удовлетворительное наполнение, ритмичность. Отсутствуют признаки развития ДВС-синдрома, синдрома «шоковой почки», «шокового лёгкого». Кожные покровы обычно холодные (спазм сосудов).

### Торпидная фаза шока
В этой фазе больной в большинстве случаев перестаёт кричать, стонать, плакать, метаться от боли, ничего не просит, не требует. Он заторможен, вял, апатичен, сонлив, депрессивен, может лежать в полной прострации или потерять сознание. Иногда пострадавший может издавать только слабый стон. Такое поведение обусловлено шоковым состоянием. При этом болевые ощущения не уменьшаются. Артериальное давление снижается, иногда до критически низких цифр или вообще не определяется при измерении на периферических сосудах. Выраженная тахикардия. Болевая чувствительность отсутствует или резко снижена. На любые манипуляции в области раны он не реагирует. На вопросы либо не отвечает, либо отвечает едва слышно. Могут наблюдаться судороги. Часто происходит непроизвольное выделение мочи и кала.
Глаза больного с торпидным шоком тускнеют, теряют блеск, выглядят запавшими, появляются тени под глазами. Зрачки расширены. Взгляд неподвижен и устремлён вдаль. Температура тела может быть нормальной, повышенной (присоединение раневой инфекции) или немного пониженной до 35,0-36,0 °C («энергетическое истощение» тканей), озноб даже в тёплое время года. Обращает на себя внимание резкая бледность больных, синюшность (цианотичность) губ и других слизистых. Низкий уровень гемоглобина, гематокрита и эритроцитов в крови.
Отмечаются явления интоксикации: губы сухие, запёкшиеся, язык сильно обложен, больного мучит постоянная сильная жажда, тошнота. Может наблюдаться рвота, что является плохим прогностическим признаком. Наблюдается развитие синдрома «шоковой почки» — несмотря на жажду и даваемое по её поводу обильное питьё, у больного мочи мало и она сильно концентрированная, тёмная. При тяжёлом шоке мочи у больного может не быть вообще. Синдром «шокового лёгкого» — несмотря на учащённое дыхание и интенсивную работу лёгких, снабжение тканей кислородом остаётся неэффективным из-за спазма сосудов и низкого уровня гемоглобина в крови.
Кожа у больного с торпидным шоком холодная, сухая (холодного пота уже нет — нечем потеть из-за большой потери жидкости при кровотечении), тургор (упругость) тканей снижен. Заострение черт лица, сглаживание носогубных складок. Подкожные вены спавшиеся. Пульс нитевидный, более 120 в 1 мин. Чем чаще и слабее пульс, тем тяжелее шок.
Отмечаются нарушения функции печени (поскольку печень тоже недополучает крови и испытывает кислородное голодание). Если больной с травматическим шоком выживает, то через несколько дней может появиться (обычно лёгкая) желтушность кожных покровов, как результат повышения уровня билирубина в крови и нарушения билирубинсвязывающей функции печени.

## Особенности травматического шока у детей
У детей редко наблюдается классическая картина травматического шока. Чем старше ребёнок, тем меньше выражены у него различия между эректильной и торпидной фазами шока. С одинаковой вероятностью на фоне клинических признаков недостаточности кровообращения можно встретить психомоторное возбуждение либо заторможенность. Чаще отмечаются расстройства дыхания, а артериальное давление длительное время может оставаться стабильным.

## Лечение травматического шока

### Первая помощь при шоке
Основное мероприятие первой помощи при травматическом шоке — остановка кровотечения. При низкой температуре воздуха также стоит укрыть пострадавшего, чтобы предотвратить переохлаждение. Необходимо обеспечить скорейшее оказание пострадавшему квалифицированной медицинской помощи, вызвав скорую помощь или доставив пострадавшего в медицинское учреждение. Если у пострадавшего нет травм и повреждений, используют противошоковую позицию: пострадавший лежит на спине, ноги подняты на 15—30 см.